# Let Them Eat Chaos
| Recensione      | Giudizio |
| --------------- | -------- |
| AllMusic        | [ 1 ]    |
| DIY             | [ 2 ]    |
| Financial Times | [ 3 ]    |
| The Guardian    | [ 4 ]    |
| The Independent | [ 5 ]    |
| Mojo            | [ 6 ]    |
| The Observer    | [ 7 ]    |
| OndaRock        | [ 8 ]    |
| Q               | [ 9 ]    |
| The Times       | [ 10 ]   |
| Uncut           | 6/10     |

Let Them Eat Chaos è il secondo album in studio della poetessa e spoken word performer inglese Kate Tempest, pubblicato due anni dopo Everybody Down, nominato per il Mercury Prize. L'opera segue sette individui che vivono tutti sulla stessa strada e che non si sono mai incontrati prima. Ma poi alle 4:18 di una mattina, una tempesta fa sì che costoro abbandonino le loro case e finiscano per incrociare le proprie strade.

## Lista delle tracce
1. Picture a Vacuum – 2:47
2. Lionmouth Door Knocker – 2:44
3. Ketamine for Breakfast – 3:10
4. Europe Is Lost – 5:31
5. We Die – 3:24
6. Whoops – 3:38
7. Brews – 0:47
8. Don't Fall In – 2:50
9. Pictures on a Screen – 5:05
10. Perfect Coffee – 5:31
11. Grubby – 4:07
12. Breaks – 2:42
13. Tunnel Vision – 5:15